# Хомохоана
Хомохоана (англ. Khomokhoana) — одна з місцевих громад, що розташована в районі Лерібе, Лесото. Населення місцевої громади у 2006 році становило 26 851 особу.